# Вудсток (Нью-Йорк)
Вудсток (англ. Woodstock) — місто (англ. town) в США, в окрузі Ольстер штату Нью-Йорк. Населення — 6287 осіб (2020).

## Демографія
Згідно з переписом 2010 року, у місті мешкали 5884 особи в 2976 домогосподарствах у складі 1550 родин. Було 4157 помешкань
Расовий склад населення:
| - 92,3 % — білих - 2,0 % — азіатів - 1,5 % — чорних або афроамериканців - 0,2 % — корінних американців - 1,0 % — осіб інших рас |

До двох чи більше рас належало 3,0 %. Частка іспаномовних становила 4,0 % від усіх жителів.
За віковим діапазоном населення розподілялося таким чином: 14,4 % — особи молодші 18 років, 62,1 % — особи у віці 18—64 років, 23,5 % — особи у віці 65 років та старші. Медіана віку мешканця становила 53,8 року. На 100 осіб жіночої статі у місті припадало 91,3 чоловіків;  на 100 жінок у віці від 18 років та старших — 89,4 чоловіків також старших 18 років.
Середній дохід на одне домашнє господарство  становив 113 131 долар США (медіана — 73 227), а середній дохід на одну сім'ю — 128 625 доларів (медіана — 100 764). Медіана доходів становила 61 331 долар для чоловіків та 54 375 доларів для жінок. За межею бідності перебувало 13,4 % осіб, у тому числі 29,4 % дітей у віці до 18 років та 6,0 % осіб у віці 65 років та старших.
Цивільне працевлаштоване населення становило 2898 осіб. Основні галузі зайнятості: освіта, охорона здоров'я та соціальна допомога — 29,7 %, науковці, спеціалісти, менеджери — 15,2 %, мистецтво, розваги та відпочинок — 13,0 %, фінанси, страхування та нерухомість — 11,5 %.